# VarioLF2 plus
VarioLF2 plus je česká dvoučlánková, částečně nízkopodlažní tramvaj vyráběná Aliancí TW Team, což je sdružení firem Pragoimex, Krnovské opravny a strojírny a VKV Praha. Prototyp, který byl vyroben v roce 2009, je provozován Dopravním podnikem Ostrava na ostravské tramvajové síti. Tramvaj LF2 plus koncepčně vychází z modelu VarioLF2, od něhož se ale zásadně liší novými podvozky, díky nimž mohla být snížena výška podlahy vysokopodlažní části vozidla.

## Konstrukce

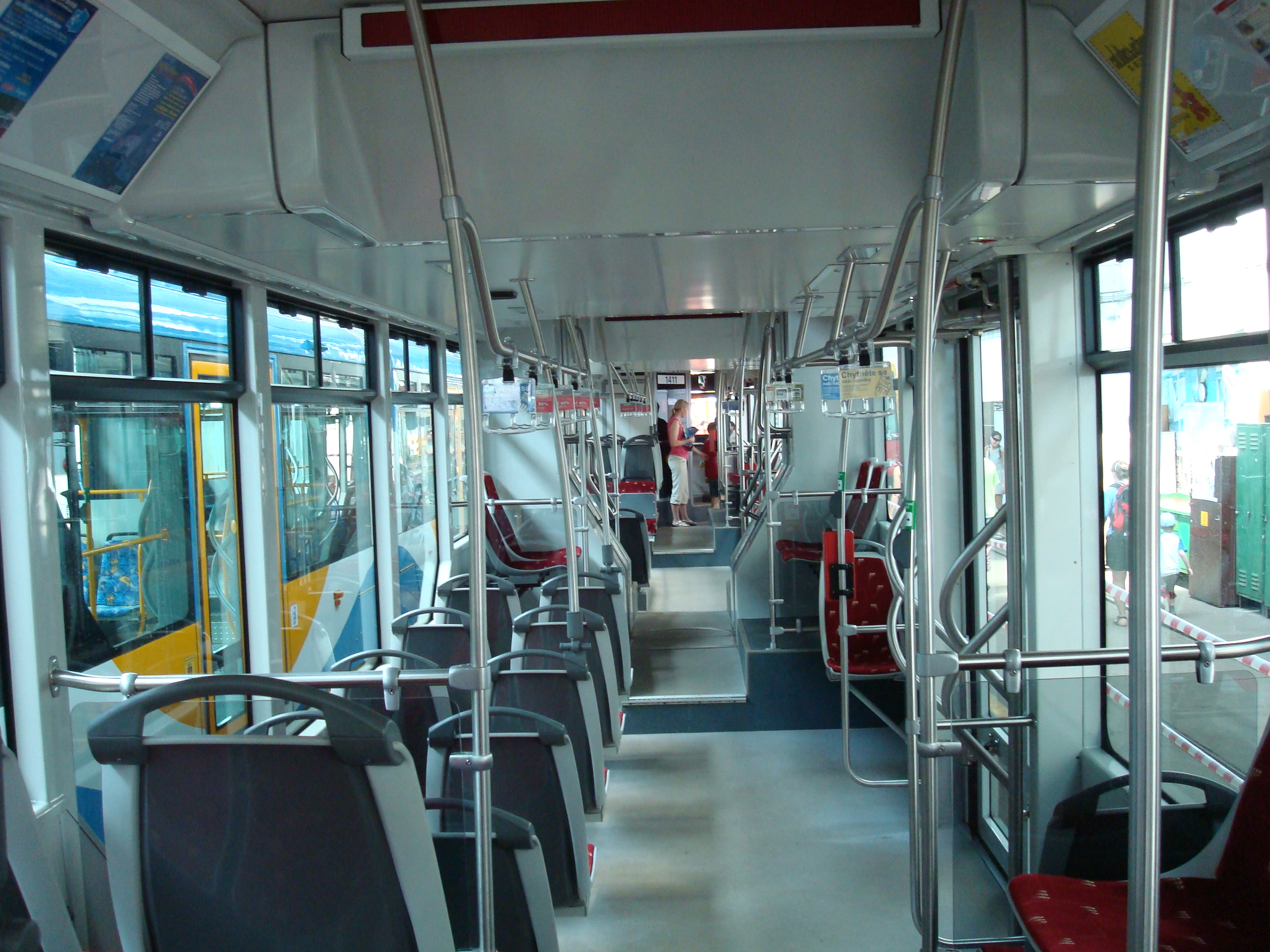
Interiér ostravského VariaLF2 plus

VarioLF2 plus je jednosměrné motorové tramvajové vozidlo. Jeho skříň se skládá ze dvou článků, jež jsou propojeny kloubovým mechanismem na středním podvozku. Každý z článků je navíc usazen na vlastním krajním podvozku, přičemž všechny tři jsou hnací. Konstrukce i design karoserie (od Františka Pelikána) vychází z typu VarioLF2. Do každého článku ústí dvoje dvoukřídlé výklopné dveře, u druhých a třetích dveří se ve voze nachází prostor s výškou podlahy 350 mm nad temenem kolejnice (TK). Tyto dvě nízkopodlažní částí zabírají dohromady 43 % délky vozu. Nad středním a oběma krajními podvozky je podlaha tramvaje zvednuta na hodnotu 650 mm nad TK, což je ale oproti vozu LF2 snížení o 210 mm. To bylo docíleno novou konstrukcí podvozků, které jsou označeny jako Komfort+. V tramvaji LF2 plus tak cestující musí překonat pouze jeden schod, díky čemuž zde nemuselo být instalováno přídržné zábradlí, jako ve vozech LF2. Ve výšce 650 mm nad TK se ale nachází pouze střední průchozí ulička, sedačky jsou umístěny na podestách s celkovou výškou 860 mm nad TK. V předním čele tramvaje se nachází uzavřená kabina řidiče, který vozidlo ovládá pomocí ručního řadiče. Oproti typu LF2 byl inovován řídicí pult s některými novými prvky, jako jsou např. displej s diagnostikou tramvaje a obrazem ze čtyř kamer nacházejících se v interiéru vozidla. Dle požadavku zákazníka může být řidičova kabina doplněna klimatizací.
Největší novinkou u tramvaje VarioLF2 plus je použití nových otočných podvozků Komfort+. Jedná se o tuhý rám ve tvaru H, kolébka podvozku v jeho příčné části je hluboce prohnuta, díky čemuž mohla být snížena výška středového nosníku vozidla a tedy i výška podlahy nad podvozky. Nápravy jsou uloženy na vnějších ložiskách, nápravové převodové skříně jsou na rámu zavěšeny. Použitá kola o průměru 700 mm zapříčiňují nutnost existence podest pod sedadly (výška podlahy 860 mm nad TK). Podvozky rovněž neumožňují provoz na tratích o rozchodu kolejí 1 000 mm, využití vozů VarioLF2 plus je možné pouze na rozchodech 1 435 mm a 1 524 mm. Standardně se pro Ostravu a Košice dodávají s obrácenou polaritou napájení ( - v troleji, + v kolejnicích). Polaritu lze upravit podle požadavků dopravních podniků.
Převodovka je pomocí kardanova hřídele spojena s trakčním motorem (na podvozku jsou dva, každý pohání jednu nápravu), jenž je z prostorových důvodů umístěn příčně. Oproti typu LF2 byly u tramvaje LF2 plus použity slabší asynchronní motory TAM 1003 C/R, což bylo vynuceno právě prostorovými podmínkami (prohnutá kolébka podvozku). Elektrická výzbroj prototypu střídavá typu TV Europulse od firmy Cegelec, sériové košické vozy získaly výzbroj od firmy Škoda Electric. Většina komponentů výzbroje je umístěna na střeše tramvaje. Elektrický proud je z trakčního vedení odebírán polopantografem, který se nachází na střeše prvního článku.

## Dodávky
| Současný stát | Město   | Článek | Typ           | Roky dodávek | Počet vozů | Evidenční čísla při dodání | Poznámky | Zdroj |
| ------------- | ------- | ------ | ------------- | ------------ | ---------- | -------------------------- | -------- | ----- |
| Česko         | Ostrava | článek | VarioLF2 plus | 2009         | 1          | 1411                       | prototyp | [ 4 ] |
| Slovensko     | Košice  | článek | VarioLF2 plus | 2014–2018    | 46         | 801–846                    |          | [ 3 ] |

## Provoz

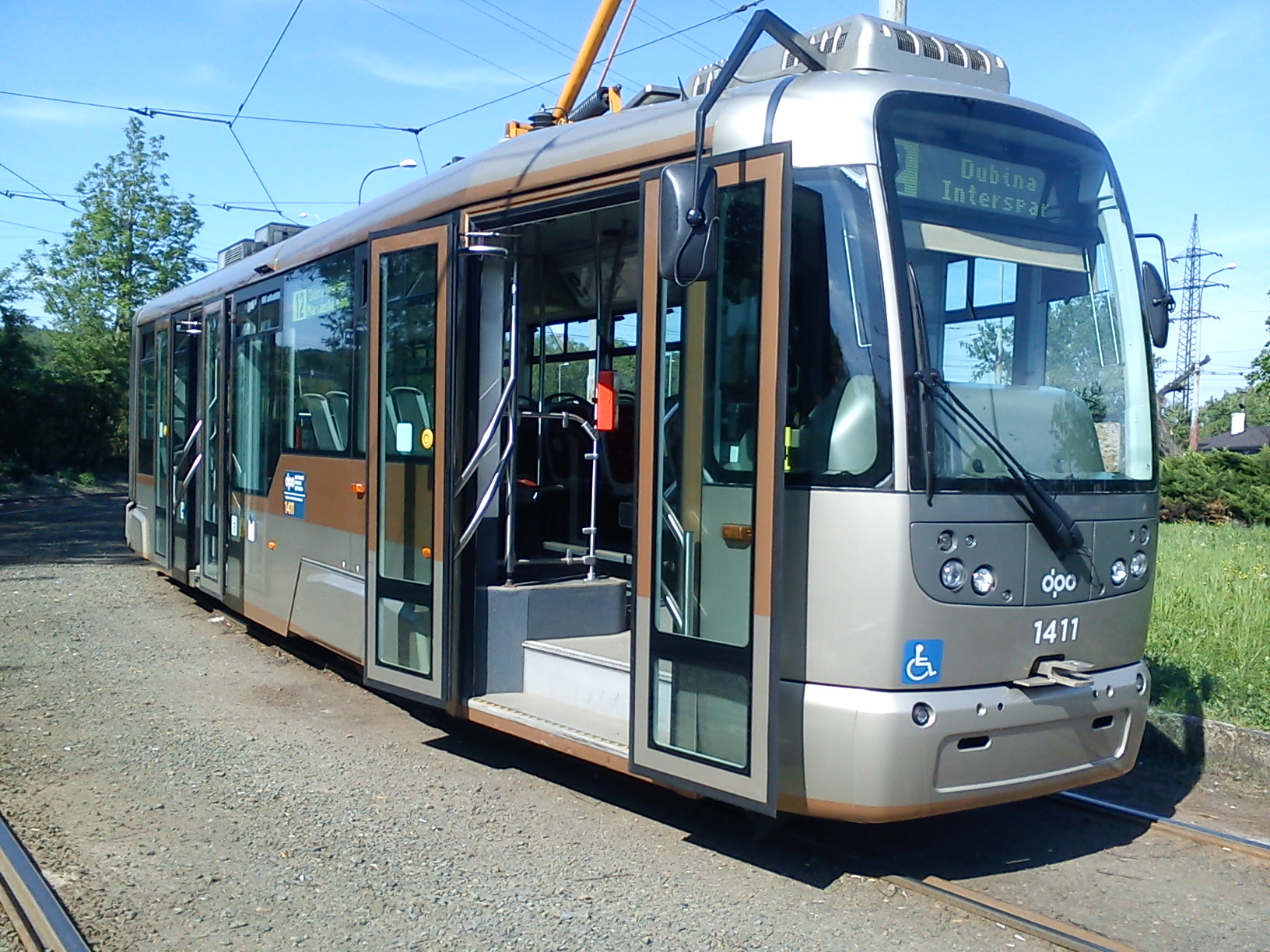
Prototyp VarioLF2 plus v Ostravě

Výroba prototypu tramvaje VarioLF2 plus byla zahájena v březnu 2009, kompletní vůz byl veřejnosti poprvé představen 16. června téhož roku na veletrhu Czech Raildays. Kompletní realizace vozidla proběhla v Ústředních dílnách (ÚD) Dopravního podniku Ostrava v Martinově. Po své premiéře byla tramvaj převezena zpět do ÚD, kde proběhly statické zkoušky a následně technicko-bezpečnostní zkouška. 15. července byl zahájen zkušební provoz bez cestujících, následovaný 2. září 2009 zkušebním provozem s cestujícími. Prototyp obdržel evidenční číslo 1411 a ač je v majetku Dopravního podniku Ostrava, má atypický měděno-stříbrný nátěr a rovněž prvky v interiéru (sedadly, madla) jsou odlišné od ostatních ostravských tramvají.
Společnost Pragoimex uspěla s typem VarioLF2 plus ve veřejné soutěži na dodávku 23 tramvají pro Dopravný podnik mesta Košice s opcí na dalších 23 kusů, smlouva byla podepsána v únoru 2014. Smluvní cena činila 1,449 milionů eur za jedno vozidlo bez DPH, zakázka byla financována z 85 % prostřednictvím Operačního programu Doprava, z 10 % ze státního rozpočtu Slovenské republiky a z 5 % městem Košice. Současně byla uzavřena smlouva na záruční a pozáruční servis tramvají po 15 let provozu s cenou 182 399,26 euro za jeden vůz bez DPH ročně. První vozidlo bylo do Košic dodáno v červnu 2014, poslední z 33 tramvají (využita opce na 10 vozů) v říjnu 2015. První čtyři tramvaje byly do pravidelného provozu na lince 3 zařazeny 1. prosince 2014. V dalších dnech se v provozu objevila i další dvě vozidla.